# 신우와고로모역
신우와고로모역(일본어: 新上挙母駅, しんうわごろもえき)은 일본 아이치현 도요타시에 있는 아이치 환상 철도선의 역이다. 역 번호는 11이다.

## 역 구조
상대식 승강장 2면 2선의 고가역에서 승강장은 4량까지 대응하고 있다. 2008년 3월 15일부터 평일 아침에만 한 역무원이 배치되는 형식이다.
개찰구는 고가시타에 있는 액정 디스플레이에 의한 출발 안내 표시가 설치되어 역무원 배치 시간대에 한하여 자동 매표기를 이용할 수 있다. 계단이나 엘리베이터에서 승강장으로 올라가는 구조이다.
과거에는 다이몬 역과 같이 복선용 고가 노반의 한쪽을 이용하고 승강장이 설치되었으나 미카와도요타 역 ~ 신토요타역 구간을 복선화하면서 2면 2선의 상대식 승강장으로 되었기 때문에 우선 구역사 반대편에 엘리베이터를 포함한 신역사를 건설하고 2007년 3월 24일에 사용을 시작했다. 그 뒤, 구역사를 철거한 후 반대편 선로를 부설하고 오카자키 방향으로 더 이전시켜 플랫폼이 설치되었다.
또한, 승차역 증명증기는 구역사 시대는 플랫폼 상에 있었지만 새로운 승강장에 역할을 물려주고부터는 지상(개찰구)으로 이설되었다.

### 승강장
| 1 | ■ 아이치 환상 철도선 | 나카오카자키・오카자키 방면                  |
| 2 | ■ 아이치 환상 철도선 | 신토요타・고조지・주오 본선 경유 나고야 방면 |

## 역 주변
역 주변에는 주택이 많다.
- 메이테쓰 미카와선 우와고로모역
- 스미토모 고무 공업 나고야 공장
- 국도 제155호선
- 도요타 시립 아사히오카 중학교
- 도요타 시립 도지야마 초등학교
- 도요다 쓰카사 우체국
- 도요타 고로모 온천

## 역사
- 1988년 1월 31일: 영업 개시.
- 2007년 3월 24일: 새로운 승강장 완성.
- 2008년
  - 1월 27일: 복선화 가동 개시. 상대식 2면 2선의 승강장이 된다.
  - 3월 15일: 지금까지는 종일 무인이었다만, 평일 아침만 역원 배치가 됨과 동시에 자동 매표기 등도 설치됨.

## 인접역
| 아이치 환상 철도 ■ 아이치 환상 철도선 | 아이치 환상 철도 ■ 아이치 환상 철도선 | 아이치 환상 철도 ■ 아이치 환상 철도선 |
| ------------------------------------- | ------------------------------------- | ------------------------------------- |
| 10 미카와토요타 오카자키 방면         |                                       | 신토요타 12 고조지 방면               |